# Peter Alexander (Maler)

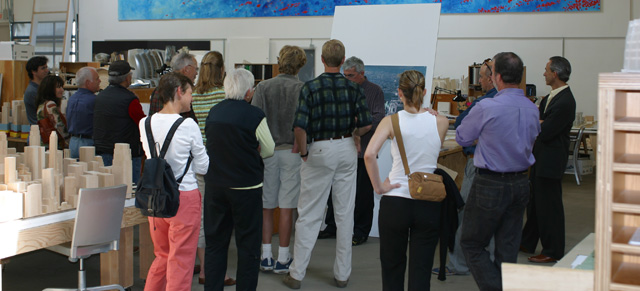
Peter Alexander (2003) vor seinem Werk „Blue“

Peter Alexander (* 27. Februar 1939 in Los Angeles, Kalifornien; † 26. Mai 2020 ebenda) war ein US-amerikanischer Maler, Grafiker und Architekt.

## Leben und Werk
Peter Alexander studierte von 1957 bis 1960 an der University of Pennsylvania. Von 1960 bis 1962 besuchte er die 	Architectural Association School of Architecture in London. Er setzte seine Studien von 1962 bis 1963 an der University of California in Berkeley, von 1963 bis 1964 an der University of Southern California in Los Angeles und von 1964 bis 1965 an der University of California in Los Angeles fort.
Peter Alexander wurde als Maler beeinflusst vom Light and Space Movement in Kalifornien. Das Hauptthema seiner Malerei waren das Lichtspiel und die Lichteffekte auf und über dem Wasser und den Wolken. In seinen Bildern verarbeitete er Unterwasser-Fantasien, schimmernde Seelandschaften und dunkle Wolken mit Sonnenlicht oder Blitzen.
Seine erste Einzelausstellung hatte er im Jahr 1968 in der Robert Elkon Gallery in New York City. Im Jahr 1972 war er Teilnehmer der Documenta 5 in Kassel in der Abteilung Idee + Idee/Licht. Alexander wurde mit dem Preis des National Endowment for the Arts ausgezeichnet.
Seine Werke gehören zu den Sammlungen bedeutender Museen, unter anderem der Corcoran Gallery of Art in Washington, D.C., des Fogg Art Museum der Harvard University in Cambridge, des Fort Worth Art Museum, des Getty Museum in Los Angeles, des Los Angeles County Museum of Art, des Walker Art Center, Minneapolis, Minnesota, des Metropolitan Museum in New York und des Museum of Modern Art in New York.
Peter Alexander lebte zuletzt im kalifornischen Santa Monica.